# Felicità perduta (film 1946)
Felicità perduta è un film del 1946 diretto da Filippo Walter Ratti.

## Distribuzione
Il film venne distribuito nel circuito cinematografico italiano il 21 ottobre del 1946.